# Рагнарок
Рагнарок (норв. ragnarok) се у нордијској митологији описује као последња битка богова против зла после које настаје нови поредак (крај света). Током Рагнарока – последње битке, ће сами богови умрети, борећи се против зла. Сви светови, богови, смртници и џинови биће уништени.

## Митологија
Претходи му неколико оштрих зима заредом (Зиме Ветрова, Зиме Вукова и Зиме Мачева) као и апокалиптични догађаји и симболи попут: битака по целом свету, убиства међу браћом, вук ће појести сунце, месец ће ухватити други вук, звезде ће нестати, планине ће нестати, дрвеће ће ишчупати корење, Фенрис ће се ослободити, плимни талас ће се подићи кад Мидгарске земље буду почеле да израњају на обалу, змије ће сипати отров итд.
Рагнарок се у нордијској митологији описује кроз борбе богова попут борбе Одина и Ферниса, Фрејра и Сурта, Тира и Грама, Тора и Мидгарских змија итд.
Врховни бог Один умреће у боју са огромним вуком, Фенриром, потомком Локијевог брака са женским дивом Ангрбодом.
Тор и џиновска змија Јормундгард (за коју се казује да је толико нарасла да је могла обавити свет ако се угризе за реп) погинуће у међусобном боју – змија од рана коју јој Тор зада, а Тор од дављења у отрову змије.
Тир, бог рата који је одгајио Фенрира, умреће од стране Гарма, пса-чувара капија пакла.
А када сви богови падну у боју, остаће само Локи и Хајмдал у последњој бици. И у њој ће оба бога погинути.
А тада, би Балдер, бог лепоте и Одинов син кога је убио слепи брат Ходр, оживеће, васкрснуће свет после Рагнарока и владаће њиме.
Након Рагнарока земља ће се дигнути из мора, усеви ће никнути, Видар и Вали ће оживети и владати у Идаволу, Моди и Магни ће наследити Мјолнир, Балдер и Ход ће се вратити из Хела, а ћерке Сунца ће завладати.
Оваква веровања су поставила темеље хришћанству, које је продрело на север Европе.